# 山内盛久
山内 盛久（やまうち もりひさ、1990年〈平成2年〉3月23日 - ）は、日本のプロバスケットボール選手。沖縄県沖縄市出身。ポジションはポイントガード/シューティングガード。B.LEAGUE・サンロッカーズ渋谷に所属している。

## 来歴
興南高校から尚学院国際ビジネスアカデミーに進み、卒業後の2010年、琉球ゴールデンキングスの練習生となる。
2011年、bjリーグドラフト会議にて、琉球ゴールデンキングスより育成ドラフト9位指名を受け、選手契約。
以後、bjリーグ時代の琉球では主力選手として活躍。琉球を3度の優勝に貢献した。2016年9月、bjリーグは実業団主体のリーグだったNBLと統合し、完全プロリーグのB.LEAGUEが発足した。2016-17シーズンの琉球を支えたが、契約満了に伴い琉球を退団。
2017-18シーズンからはサンロッカーズ渋谷でプレーし、2021-22シーズンからは三遠ネオフェニックスでプレーしている。
2025-26シーズンより再びサンロッカーズ渋谷に復帰。

## 経歴
- 山内小学校
- 山内中学校
- 興南高等学校
- 尚学院国際ビジネスアカデミー
- 琉球ゴールデンキングス（2010年〜2017年）
- サンロッカーズ渋谷（2017年〜2021年）
- 三遠ネオフェニックス（2021年〜2025年）
- サンロッカーズ渋谷（2025年〜）

## 記録
| シーズン         | チーム | GP | GS | MPG  | FG%  | 3P%  | FT%  | RPG | APG | SPG | BPG | TO  | PPG |
| ---------------- | ------ | -- | -- | ---- | ---- | ---- | ---- | --- | --- | --- | --- | --- | --- |
| bjリーグ 2011-12 | 琉球   | 51 |    | 13.9 | .405 | .292 | .733 | 1.2 | 0.8 | 0.8 | 0.0 | 0.6 | 4.8 |
| bjリーグ 2012-13 | 琉球   | 52 |    | 24.2 | .367 | .335 | .667 | 3.1 | 1.5 | 1.5 | 0.1 | 0.7 | 6.8 |
| bjリーグ 2013-14 | 琉球   | 52 |    | 17.5 | .413 | .321 | .709 | 2.2 | 1.2 | 1.4 | 0.1 | 0.9 | 5.6 |
| bjリーグ 2014-15 | 琉球   | 52 |    | 18.1 | .421 | .321 | .830 | 2.3 | 0.9 | 1.5 | 0.1 | 0.8 | 5.3 |
| bjリーグ 2015-16 | 琉球   | 52 |    | 17.5 | .413 | .321 | .709 | 2.2 | 1.2 | 1.4 | 0.1 | 0.9 | 5.6 |
| B1 2016-17       | 琉球   |    |    |      |      |      |      |     |     |     |     |     |     |
| B1 2017-18       | 渋谷   |    |    |      |      |      |      |     |     |     |     |     |     |